# Chromecast
Chromecast est un produit permettant de regarder sur un téléviseur le contenu diffusé par un autre appareil. C'est une gamme de passerelles multimédia développée et commercialisée par Google. Elles se branchent sur le port HDMI du téléviseur et communiquent, par connexion Wi-Fi, avec un ou plusieurs autres appareil connectés à Internet (ordinateur, smartphone, tablette…), afin d'afficher sur le téléviseur le contenu multimédia reçu. 

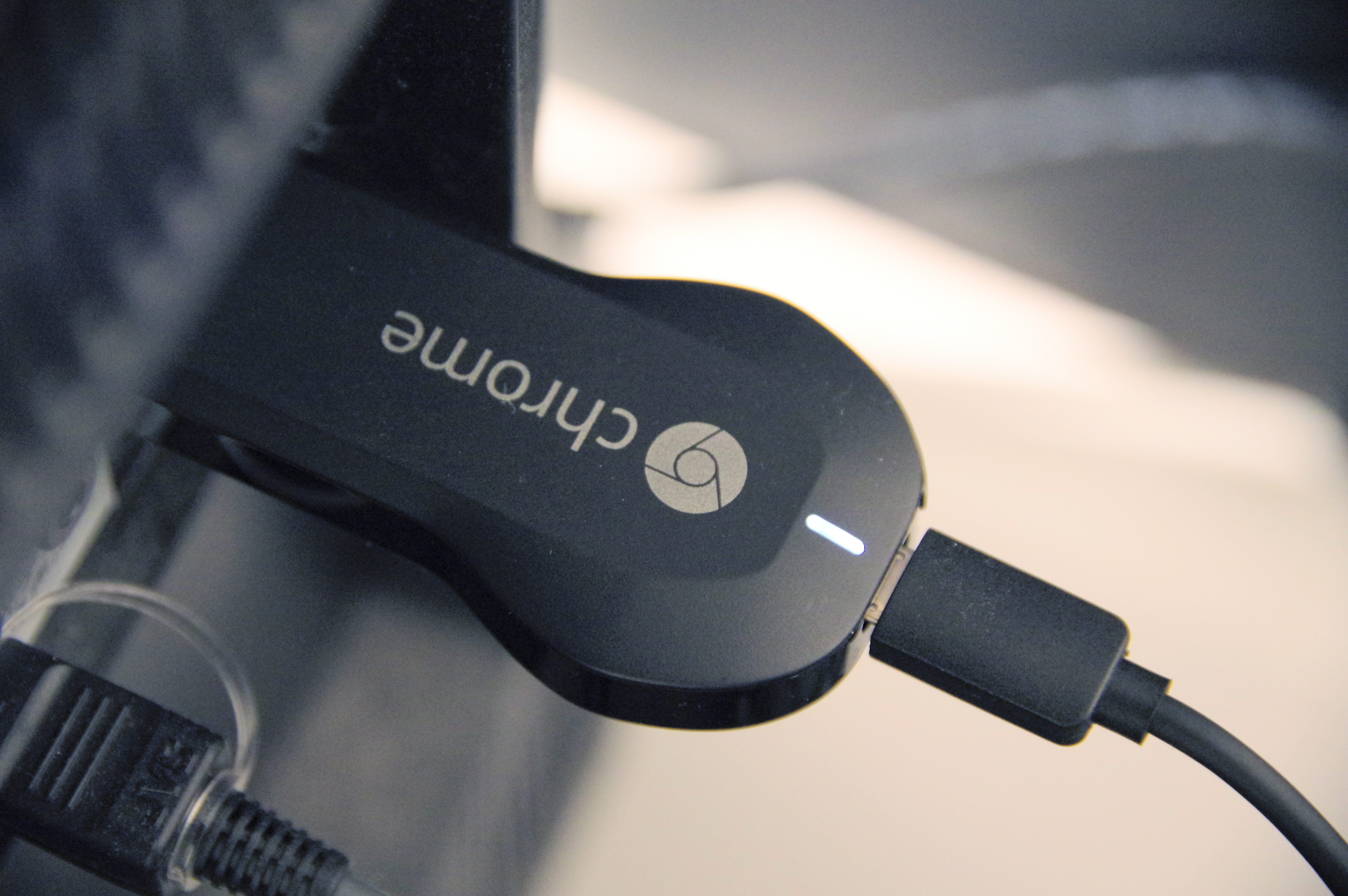
Chromecast de 1re génération.

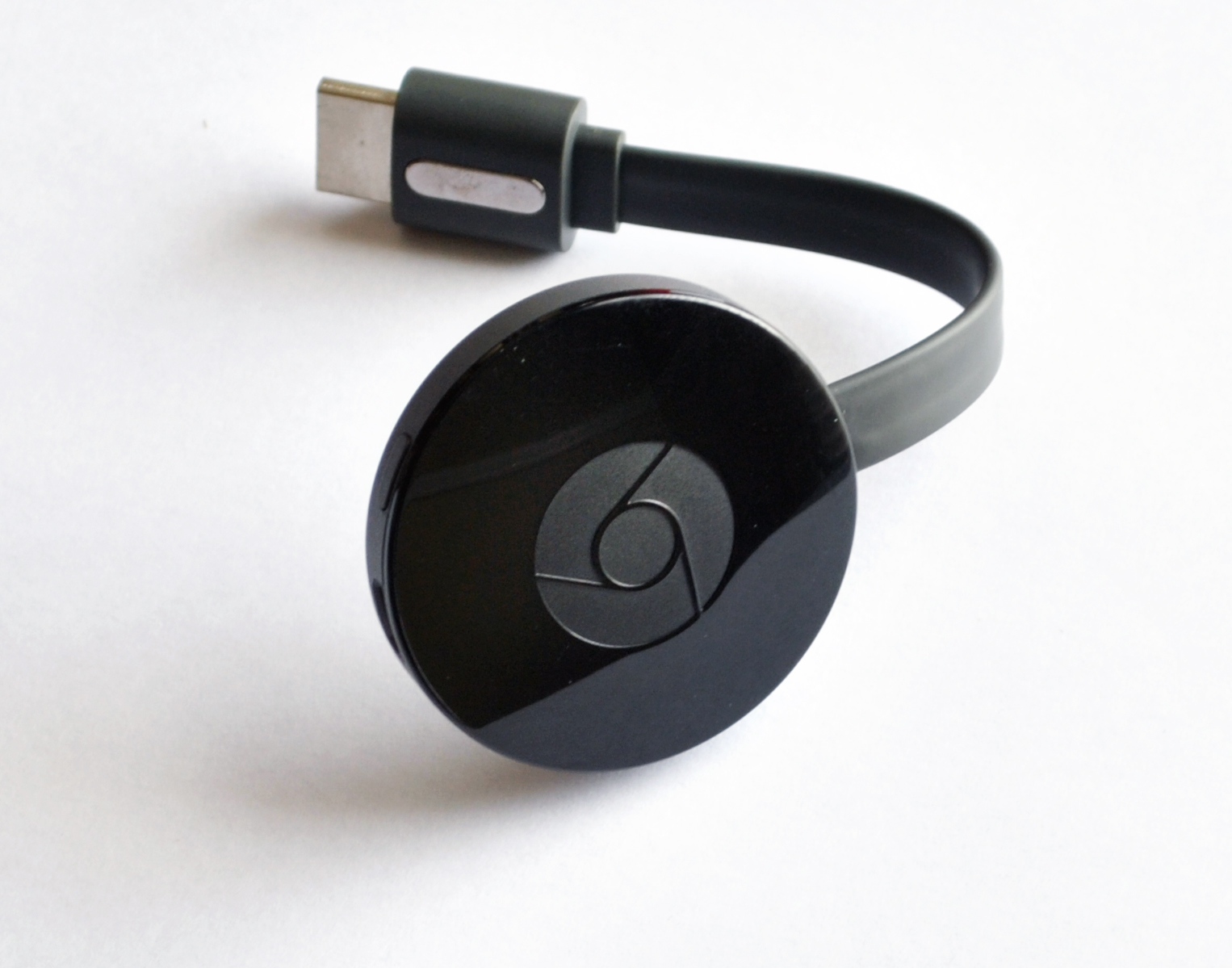
Chromecast de 2e génération.

Ce contenu est envoyé depuis le navigateur Google Chrome présent sur un ordinateur, ou depuis certains appareils Android. On peut par exemple télécharger l'application Google Home sur son smartphone.

## Histoire
La première version est commercialisée aux États-Unis le 24 juillet 2013. La deuxième génération de la clé HDMI, appelée Chromecast 2, sort le 29 septembre 2015 sous un nouveau design (rond). L'appareil apporte plusieurs améliorations : un Wi-Fi plus performant, un processeur plus économe en énergie (remplacement de l'ARM Cortex-A9 par un ARM Cortex-A7) et moins de mémoire flash (réduction de 2 Go à 256 Mo). Spotify, qui intégrait le bouton propriétaire Spotify Connect, a accepté d’être intégré à Chromecast. Par ailleurs, à la même date, Google sort un Chromecast audio, appareil lecteur de flux audio en temps réel. L'appareil se branche sur des enceintes (ou chaîne Hi-Fi...) sur une prise jack de 3,5 mm analogique ou mini-TOSLINK numérique afin de diffuser la musique depuis un smartphone, tablette ou ordinateur.
Par ailleurs, « Chromecast » était aussi à l'origine le nom d'une application permettant de relier les appareils connectés à la « clef HDMI ». Cette dernière a changé de nom par deux fois, d'abord « Google Cast » en mars 2016, puis « Google Home » depuis novembre 2016.

## Fonctionnement
Le Chromecast se branche sur le port HDMI d'un téléviseur. Il s'alimente en électricité par le port micro-USB situé à l'arrière de l'appareil, qui se branche à un port USB du téléviseur ou à une source d'électricité externe. Les informations diffèrent sur le fait que le Chromecast pourrait également être alimenté par la prise HDMI 1.4+ connecté à un port MHL,. Le décodage se fait matériellement pour plusieurs codecs vidéo dont le H.264 et le VP8, par la puce ARMADA 1500-mini.
L'appareil se connecte à un réseau local par le Wi-Fi pour recevoir du son et de l'image diffusés depuis un autre appareil compatible du réseau. Il peut s'agir de vidéos reçues depuis une application compatible avec la technologie Google Cast, comme YouTube ou Netflix, ou d'images qui permettent de dupliquer l'écran de son téléphone fonctionnant sous Android, ou des pages affichées dans Chrome. Le Chromecast peut aussi se connecter directement à internet pour lire du contenu[Lequel ?]. Il utilise une technologie de diffusion vidéo propriétaire.
D'après Google, le Chromecast utiliserait une version modifiée de ChromeOS, cependant, des hackers ont affirmé que le Chromecast serait doté d'une version modifiée d'Android. 

## Kit de développement
Google a publié un kit de développement pour le Chromecast afin de permettre aux développeurs de rendre leurs applications compatibles avec le Chromecast. Les développeurs doivent créer une application Émettrice pour iOS, Google Chrome ou Android afin d'envoyer du contenu multimédia à un Chromecast ainsi qu'une page Réceptrice pour afficher le contenu envoyé par l'application sur le téléviseur par le biais du Chromecast.

## Lancement aux États-Unis
Le Chromecast a été disponible à la commande en ligne le 24 juillet 2013 pour les consommateurs américains. Pour encourager les utilisateurs à acheter l'appareil, Google offrait initialement trois mois d'abonnement Netflix lors de l'achat d'un Chromecast. Mais les stocks s'épuisèrent rapidement sur Amazon, Best Buy et Google Play, et Google prit la décision de mettre fin à la promotion au bout d'une journée.
La critique du site TechCrunch à l'égard du Chromecast disait que « même avec un bogue ou deux, le Chromecast vaut largement un prix de 35 $ ». Celui-ci reprend le concept de clés chinoises similaires sorties un an plus tôt et vendues 40 $. Le site Gizmodo donna également une critique positive de l'appareil, insistant sur la facilité d'installation et la simplicité du partage de vidéo. Le comparant à ses concurrents, la critique précise que "le Chromecast n'est pas une version Google de l'Apple TV, et n'essaye pas d'en être une… Mais le Chromecast coûte un tiers de ce que ces appareils coûtent et a énormément de potentiel étant donné que son kit de développement n'a que quelques jours". David Pogue du New York Times faisait l'éloge du prix du Chromecast : "Le rapport qualité prix est déjà bon au vu de ce que fait actuellement l'appareil, et il s'améliorera encore avec l'augmentation du nombre d'applications vidéos compatibles". Pogue a également souligné les limites de la fonctionnalité de duplication d'écran, expliquant que devoir utiliser impérativement son smartphone comme télécommande n'était pas "spécialement ingénieux", mais a finalement conclu sur une tonalité positive en présentant le Chromecast comme « le moyen le plus petit, le moins cher et le plus simple, d'ajouter internet à son téléviseur ».

## Applications et systèmes d'exploitation compatibles
Le fonctionnement de la Chromecast repose sur Blink, qui est utilisé dans les navigateurs, les tablettes sous ChromeOS et les téléviseurs, les amplificateurs compatible avec Chromecast. C'est une sorte de routeur audio vidéo fortement inspiré de la balise vidéo de HTML5, sans interface de contrôle propre et donc nécessitant d'utiliser un périphérique de contrôle. Dans les premiers mois de la commercialisation du Chromecast, La diffusion se faisait à partir d'un navigateur Chrome en installant une extension (plug in)  compatible chrome , puis a été intégré au navigateur chrome et par la suite à toutes les applications  compatible chromecast (fichiers locaux ou internet , voir ci-dessous le tableau) et au niveau de Google home pour la diffusion visuel du desktop sur un périphérique de rendu (visuel et audio). Les navigateurs chromium  pour chaque fichier multimédia ouvert dans un onglet permet de sélectionner le périphérique du réseau compatible chromecast à utiliser. Le Chromecast est conçu pour la diffusion audio/Vidéo et pas audio seul comme la chromecast audio. Ceci  explique qu'elle est compatible avec les TV et les ampli Home Cinéma mais pas les vidéoprojecteurs qui pour certains  ne possèdent pas de sortie son (il existe des boitiers HDMI vers HDMI +audio) .

### Applications
| Nom                      | Chrome           | Android          | iOS              | Windows Phone       | Fournisseur                                  | Type                     |
| ------------------------ | ---------------- | ---------------- | ---------------- | ------------------- | -------------------------------------------- | ------------------------ |
| Aereo (en)               | en développement | en développement | en développement | Non                 | Aereo                                        | Vidéo                    |
| AOL On                   | en développement | en développement | en développement | Non                 | AOL Inc.                                     | Vidéo                    |
| Arte                     | Oui              | Oui              | Oui              | Non                 | Arte (arte.tv)                               | Vidéo/Live               |
| Audiour                  | Non              | Oui              | Non              | Non                 | Audiour.com                                  | Musique                  |
| Auvio                    | Non              | Oui              | Oui              | Non                 | Radio Télévision Belge Francophone (RTBF.be) | Vidéo/Live/Audio         |
| Avia Media Player        | Non              | Oui              | Non              | Non                 | Videon Central Inc.                          | Multimedia/local content |
| Bitcasa (en)             | prêt             | prêt             | Non              | Non                 | Bitcasa, Inc.                                | Cloud                    |
| Blip                     | en développement | en développement | en développement | Blip Networks, Inc. | Vidéo                                        |                          |
| B.tv,                    | Non              | Oui              | Oui              | Oui                 | Bouygues Telecom                             | Vidéo/Radio              |
| Canalplay                | Oui              | Oui              | Oui              | Non                 | Groupe Canal+                                | Vidéo                    |
| DC Universe              | Oui              | Oui              | Oui              | Non                 | WarnerMedia                                  | Vidéo                    |
| Dailymotion              | Oui              | Oui              | Oui              | Non                 | Orange                                       | Vidéo                    |
| Deezer                   | Oui              | Oui              | Oui              | Non                 | Blogmusik                                    | Musique                  |
| DS Audio                 | Non              | Oui              | Oui              | Non                 | Synology                                     | Musique                  |
| DS Video                 | Non              | Oui              | Oui              | Non                 | Synology                                     | Vidéo                    |
| PodBeyond                | Non              | Oui              | Non              | Non                 | BEYOND POD                                   | Podcasts                 |
| Devour                   | en développement | en développement | en développement | Non                 | Zombiecorp                                   | Vidéo                    |
| Fandor                   | en développement | en développement | en développement | Non                 | Fandor                                       | Vidéo                    |
| Google Play Movies & TV, | Oui              | Oui              | Non              | Non                 | Google                                       | Vidéo                    |
| Google Play Music,       | Oui              | Oui              | Oui              | Non                 | Google                                       | Musique                  |
| HBO Go,                  | Oui              | Oui              | Oui              | Non                 | Home Box Office Inc.                         | Vidéo                    |
| Hulu Plus,               | Non              | Oui              | Oui              | Non                 | Hulu                                         | Vidéo                    |
| Molotov.tv               | Oui              | Oui              | Oui              | Non                 | Molotov.tv                                   | Vidéo                    |
| Netflix                  | Oui              | Oui              | Oui              | Non                 | Netflix, Inc.                                | Vidéo                    |
| Pandora (webradio)       | Non              | Oui              | Oui              | Non                 | Pandora Media, Inc.                          | Musique                  |
| PlayCast for PlayOn      | prêt             | prêt             | prêt             | Non                 | MediaMall Technologies, Inc.                 | Vidéo                    |
| Plex                     | Oui              | Oui              | Oui              | Non                 | Plex                                         | Vidéo                    |
| France.tv                | Oui              | Oui              | Oui              | Non                 | France Télévision                            | Vidéo                    |
| Pocket Casts             | Non              | prêt             | prêt             | Non                 | Shifty Jelly                                 | Podcasts                 |
| PostTV                   | Oui              | Oui              | Oui              | Non                 | The Washington Post Company                  | Vidéo                    |
| RealPlayer Cloud         | Oui              | Oui              | Oui              | Non                 | RealNetworks                                 | Vidéo                    |
| Red Bull TV              | Oui              | Oui              | Oui              | Non                 | Red Bull GmbH                                | Vidéo                    |
| RemoteCast               | Non              | Oui              | Non              | Non                 | ben lc                                       | Remote                   |
| Revision3 (en)           | Oui              | Oui              | Oui              | Non                 | Revision3                                    | Vidéo                    |
| SFR TV                   | Non              | Oui              | Oui              | Non                 | SFR                                          | Vidéo                    |
| Simple.TV                | en développement | en développement | en développement | Non                 | Really Simple Software Inc.                  | Vidéo                    |
| Songza,                  | Oui              | Oui              | Oui              | Non                 | Songza                                       | Musique                  |
| Split Browser            | Non              | prêt             | prêt             | Non                 | Appestry                                     | Browser                  |
| Tonido Home Cloud        | en développement | en développement | en développement | Non                 | CodeLathe LLC                                | Cloud                    |
| Twitch                   | Oui              | Oui              | Oui              | Non                 | Twitch.tv                                    | Vidéo                    |
| Tubecast                 | Non              | Non              | Non              | Oui                 | Webrox, SARL                                 | Cast                     |
| vevo                     | Oui              | Oui              | Oui              | Non                 | VEVO, LLC                                    | Vidéo                    |
| Viki                     | Non              | Oui              | Oui              | Non                 | Viki Inc                                     | Vidéo                    |
| Vimeo                    | en développement | en développement | en développement | Non                 | Vimeo                                        | Vidéo                    |
| Web2go                   | Non              | Oui              | prêt             | Non                 | Text2Speech Browser                          | Navigateur               |
| YouTube                  | Oui              | Oui              | Oui              | Non                 | Google                                       | Vidéo                    |
| Zattoo                   | en développement | en développement | en développement | Non                 | Zattoo Europa AG                             | Vidéo                    |

### Systèmes d'exploitation
- Mac OS X
- Windows
- iOS
- Android
- Chrome OS
- GNU/Linux

## Chromecast Audio
Le Chromecast Audio est un appareil lecteur de flux audio en temps réel commercialisé par Google le 29 septembre 2015. L'appareil se branche sur des enceintes (ou chaîne Hi-Fi...) via un simple câble jack 3.5 afin de streamer (caster) la musique depuis un smartphone, tablette ou ordinateur portable. Le 15 janvier 2019, Google annonce l'arrêt de production du périphérique.

### Fonctionnement
Le Chromecast Audio est alimenté par un connecteur USB et reçoit par Wi-Fi une source audio qu'il redirige vers un port audio qui est un connecteur compatible à la fois jack et optique. La sortie audio peut être connectée à une enceinte alimentée ou à l'entrée d'une chaîne Hi-Fi. Les normes Wi-Fi compatibles sont  Wi-Fi 802.11ac, sur bande 2,4 GHz ou 5 GHz. Un smartphone ou une tablette Android ou iOS, ou un ordinateur (Windows, Mac, Chromebook) pilote le Chromecast à partir d'applications compatible Chromium ou Chromecast.
Le son est transmis directement depuis le serveur /Service web multimédia vers la Chromecast, sans passer par l’appareil mobile qui sert uniquement de télécommande pour contrôler la lecture.Tous les périphériques du système (boitier ADSL/Fibre, enceintes/TV compatible chromecast , contrôleurs tactile /vocale) doivent être sur le même réseau Wi-Fi et connectés à l'internet pour fonctionner.

### Systèmes d'exploitation compatibles
- Android 4.1 ou version ultérieure
- iOS 7.0 ou version ultérieure
- Windows 7 ou version ultérieure
- Mac OS 10.7 ou version ultérieure
- Chrome OS 28 ou version ultérieure

### Applications
Le fonctionnement à partir d'un smartphone et tablette nécessite de télécharger l’application gratuite Chromecast (iOS ou Android). Cette dernière permet de configurer le Chromecast Audio, opération relativement simple et, surtout, de contrôler la diffusion sur les appareils Chromecast.
Les applications musicales compatibles sont nombreuses, en particulier: Deezer, Spotify, Google Play music, et Qobuz (musique en haute fidélité). Lors de la lecture, une icône Cast apparaît, qu'il faut activer pour démarrer la diffusion sur le Chromecast Audio.
Comme pour le Chromecast TV, il est également possible de caster (diffuser) sans utiliser les applications dédiées, via l'icône "Cast" du navigateur Chrome ou via l'application "Chromecast" en utilisant "Caster l'écran ou l'audio".

## Alternatives
Plusieurs méthodes alternatives à Chromecast permettent de répliquer l'écran d'un smartphone sur celui d'un téléviseur, en fonction des caractéristiques et des capacités de chacun des appareils. Elles permettent de regarder un contenu à plusieurs, en plus grand format. Samsung a mis en place la technologie Smartview, utilisable par deux appareils connectés au même réseau WiFi et disposant d'une même version du logicielle.